# Cladium
Cladium es un género de plantas herbáceas de la familia   Cyperaceae, tiene una amplia distribución a lo ancho del mundo en regiones templadas y tropicales. Se caracterizan por sus largas y estrechas hojas con márgenes dentados cuyos tallos florales alcanzan 1-3 metros de altura con muchas ramas con inflorescencias. 

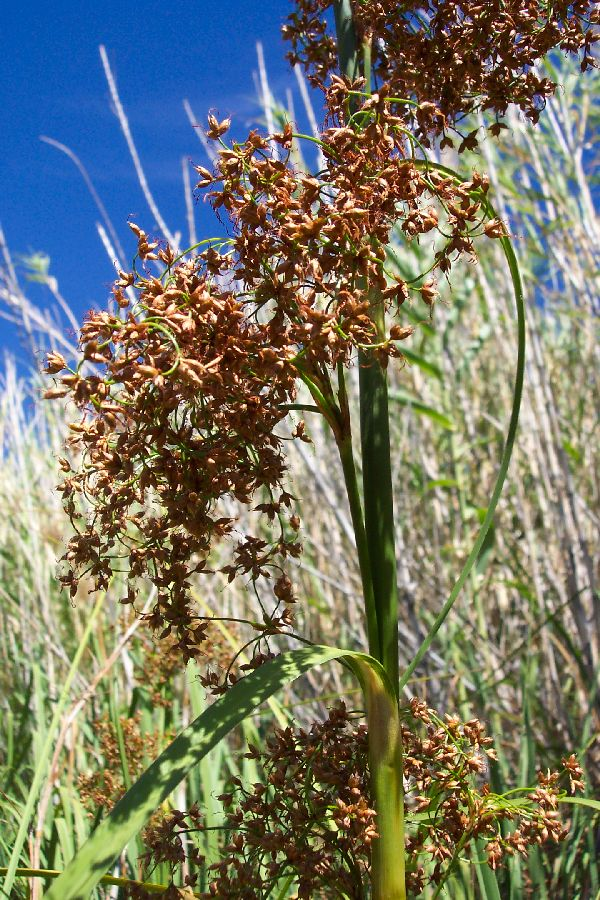
Cladium californicum

Comprende 145 especies descritas y de estas, solo 4 aceptadas.

## Descripción
Son plantas perennes grandes con rizomas gruesos y estolones escamosos. Tallos en forma de caña, rectos, estriados, con varios nudos, obtusamente trígonos a subteretes. Hojas todas caulinares; vaina tubular, abriéndose oblicuamente, sin lígula, a la lámina carinada; láminas proximales en forma de "V" en corte transversal, lisas, distalmente aplanadas, los márgenes y costilla media setoso-serrulados en el envés. Inflorescencia de varias panículas pedunculadas de los nudos superiores; brácteas foliiformes angostas; rayos secundarios corimbosos, a menudo ramificados nuevamente, compactos o laxos y péndulos. Espiguillas bisexuales en pequeños glomérulos, ovoides. Glumas 6-8, espiraladas subyacentes, las 4-6 proximales más pequeñas y estériles, las 2 distales con flósculos bisexuales y el superior un fruto. Flores bisexuales; perianto de cerdas; estambres 2; estigmas 3. Aquenios subteretes, acuminadamente atenuados en un rostro corto, ampliamente estipitados, rugosos y brillantes.

## Taxonomía
El género fue descrito por Patrick Browne y publicado en Prodromus Florae Novae Hollandiae 230. 1810. La especie tipo es: Cladium jamaicense Crantz. 

## Especies aceptadas
A continuación se brinda un listado de las especies del género Cladium aceptadas hasta febrero de 2014, ordenadas alfabéticamente. Para cada una se indica el nombre binomial seguido del autor, abreviado según las convenciones y usos. 
- Cladium chinense Nees
- Cladium costatum Steyerm.
- Cladium mariscoides (Muhl.) Torr.
- Cladium mariscus (L.) Pohl